# YMRS
YMRS (ang. Young Rating Scale for Mania) – skala manii według Younga. Skala do oceny objawów klinicznych i zespołów maniakalnych występujących w przebiegu dwubiegunowych zaburzeń afektywnych. 
Ocena obejmuje 5 przedziałów (0-4).
Skala jest wykorzystywana m.in. do oceny klinicznej leków psychotropowych.